# Tupi FC
Tupi Football Club, eller oftast enbart Tupi, är en fotbollsklubb från staden Juiz de Fora i delstaten Minas Gerais i Brasilien. Klubben grundades den 16 maj 1912 men det dröjde till 2001 innan klubben vann sin första mästerskapstitel, när klubben vann Campeonato Mineiros näst högsta division och gick således upp i den högsta divisionen i distriktsmästerskapet i Minas Gerais. År 2008 vann klubben sin första större titel, när klubben vann Taça Minas Gerais säsongen 2008, vilket är cupturneringen i delstaten Minas Gerais. Klubben spelar på Estádio Municipal Radialista Mário Helênio, som invigdes 1988 och tar 35 000 personer vid fullsatt. 